# Senocle
Senocle (in greco antico: Ξενοκλῆς?, Xenŏcles; Atene, V secolo a.C. – ...) è stato un drammaturgo greco antico.

## Biografia
Le notizie possedute sulla vita e le opere di Senocle sono molto scarse, così come contrastanti sono i giudizi degli antichi sul suo talento. Senocle nacque ad Atene nel V secolo a.C., figlio di un tale Carcino. Nel 415 a.C. partecipò agli agoni tragici in onore di Dioniso con una tetralogia (oggi perduta) composta dalle tragedie Edipo, Licaone e Baccanti e dal dramma satiresco Atamante, grazie a cui ottenne la vittoria, sconfiggendo Euripide. Nonostante questo successo però, Aristofane fu fortemente critico verso la sua persona, al punto da accusarlo di scrivere birbonate e augurargli qualche malanno. Anche lo studioso romano Claudio Eliano in seguito criticò Senocle, affermando che i giudici avevano commesso un grave errore preferendo la sua tetralogia a quella di Euripide.